# Bruant des champs
Spizella pusilla
Espèce
Répartition géographique
- Aire de nidification
- Présent à l'année
- Aire d'hivernage

Statut de conservation UICN

 LC  : Préoccupation mineure
Le Bruant des champs (Spizella pusilla) est une espèce de passereaux d'Amérique du Nord appartenant à la famille des Passerellidae.

## Population

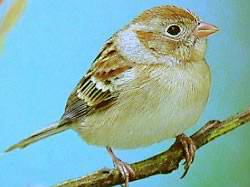
..au parc national de l'Isle Royale

Le bruant des champs reste observable, bien que le nombre d'individus ait fortement diminué en raison de l'étalement urbain.
Néanmoins, la population reste forte au sein des espaces naturels grâce au Conversation Reserve Program (CRP) qui vise à encourager l'implantation de nouvelles espèces et à préserver de l'exploitation agricole les terres fragiles.
Le bruant des champs est surtout aperçu durant la matinée, au printemps ou en été. En effet, le mâle chante très fréquemment au printemps afin de trouver sa partenaire. Ses chants se font plus rares par la suite.

## Parasites
Le bruant des champs est souvent confronté au parasitisme du vacher à tête brune, ce dernier pondant parfois ses œufs dans le nid du bruant. En effet, certaines zones d'étude de l'Illinois et de l'Iowa permettent de constater que 50 à 80% des nids contiennent des œufs de vacher.
Dans une situation expérimentale, on remarque que les bruants évoluant dans les zones les plus concernées par le parasitisme deviennent agressif envers des modèles représentant des vachers. Dans les zones moins concernées en revanche, les bruants ont une réaction négligeable.

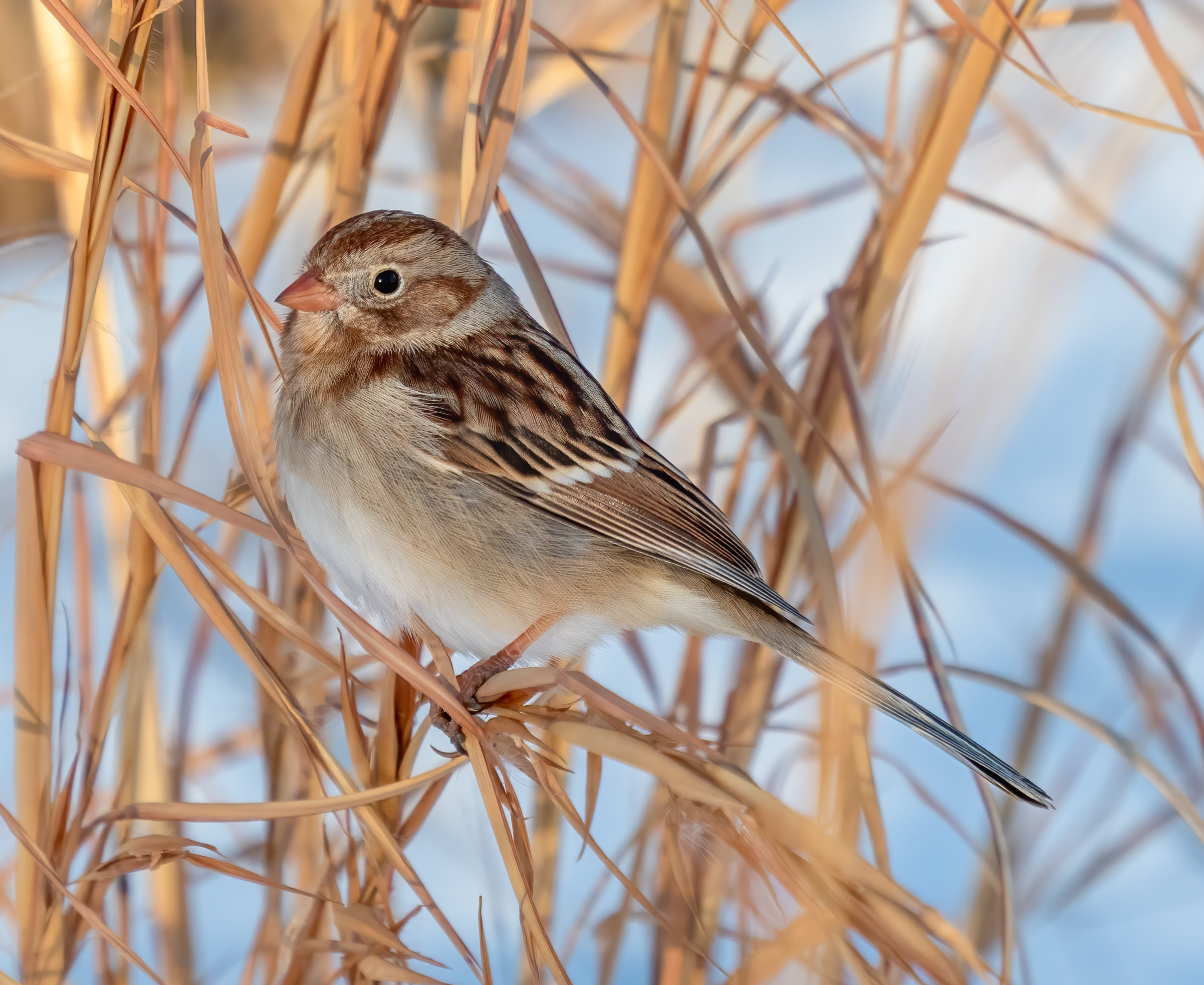
Un bruant des champs à Central Park. Février 2021.